# Episodi di Letter to Loretta (terza stagione)
La terza stagione della serie televisiva Letter to Loretta (poi The Loretta Young Show) è andata in onda negli Stati Uniti dal 28 agosto 1955 al 22 aprile 1956 sulla NBC.
| nº | Titolo originale      | Prima TV USA      |
| -- | --------------------- | ----------------- |
| 1  | Fear Me Not           | 28 agosto 1955    |
| 2  | Weekend in Winnetka   | 4 settembre 1955  |
| 3  | Reunion               | 11 settembre 1955 |
| 4  | My Uncle O'Moore      | 18 settembre 1955 |
| 5  | Gino                  | 25 settembre 1955 |
| 6  | Moment of Decision    | 2 ottobre 1955    |
| 7  | The Waiting Game      | 9 ottobre 1955    |
| 8  | The Last Spring       | 16 ottobre 1955   |
| 9  | Katy                  | 23 ottobre 1955   |
| 10 | Slander               | 30 ottobre 1955   |
| 11 | Tropical Secretary    | 6 novembre 1955   |
| 12 | The Bracelet          | 13 novembre 1955  |
| 13 | Across the Plaza      | 27 novembre 1955  |
| 14 | A Pattern of Deceit   | 4 dicembre 1955   |
| 15 | Man in the Ring       | 11 dicembre 1955  |
| 16 | A Shadow Between      | 18 dicembre 1955  |
| 17 | Christmas Stopover    | 25 dicembre 1955  |
| 18 | A Ticket for May      | 1º gennaio 1956   |
| 19 | Inga III              | 8 gennaio 1956    |
| 20 | The Challenge         | 15 gennaio 1956   |
| 21 | Song of Rome          | 22 gennaio 1956   |
| 22 | The Secret            | 29 gennaio 1956   |
| 23 | The Pearl             | 12 febbraio 1956  |
| 24 | Tightwad Millionaire  | 19 febbraio 1956  |
| 25 | Gesundheit            | 26 febbraio 1956  |
| 26 | Father Hoppe          | 4 marzo 1956      |
| 27 | His Inheritance       | 18 marzo 1956     |
| 28 | The Wise One          | 25 marzo 1956     |
| 29 | But for God's Grace   | 1º aprile 1956    |
| 30 | Hapless Holiday       | 8 aprile 1956     |
| 31 | Code 258              | 15 aprile 1956    |
| 32 | The Cardinal's Secret | 22 aprile 1956    |

## Fear Me Not
- Prima televisiva: 28 agosto 1955

### Trama
- Guest star: Rosalind Russell (Guest Hostess), Preston Foster, Phyllis Thaxter, Mary Alan Hokanson, Lillian Culver

## Weekend in Winnetka
- Prima televisiva: 4 settembre 1955

### Trama
- Guest star: Rosalind Russell (Guest Hostess), Virginia Bruce (Dee Norman), Elinor Donahue (Janey), Ann Doran (Helen Miller), John Eldredge (Tad Miller), Edith Evanson (Anna), Gene Raymond (Mark Colby), Natalie Schafer (Mrs. Hayes)

## Reunion
- Prima televisiva: 11 settembre 1955

### Trama
- Guest star: Bart Burns (Lowery), Chick Chandler (Jack Robbins), Donald Curtis (Kimball), Nina Foch (Mrs. Graff), James Goodwin (Lou), Tim Johnson (Ralph), Norman Ollestad (Fred), Stafford Repp (ufficiale pubblico), Herbert Rudley (giudice), Jeffrey Silver (Eugene), Joseph Cotten (Guest Host)

## My Uncle O'Moore
- Prima televisiva: 18 settembre 1955

### Trama
- Guest star: Barbara Stanwyck (Guest Hostess), Teresa Wright, Scott Forbes, Carol Stone, Jim Karath, Linda Powell, Jeanne Moody, Gregg Powell

## Gino
- Prima televisiva: 25 settembre 1955

### Trama
- Guest star: Ricardo Montalbán (Gino/Guest Host), Mary Sinclair (Eileen Campbell), Argentina Brunetti (Mrs. Nardo), Thomas Coley (Lee Ensign), Patricia Iannone (Angeleen Nardo)

## Moment of Decision
- Prima televisiva: 2 ottobre 1955

### Trama
- Guest star: Merle Oberon (Guest Hostess), Diana Lynn (Sylvia Adler), Liam Sullivan (Lyman Adler), Carl Benton Reid (Miles), Helen Mayon, Susan Morrow

## The Waiting Game
- Prima televisiva: 9 ottobre 1955

### Trama
- Guest star: Barbara Stanwyck (Guest Hostess), King Donovan (Decorator), Joanne Dru (Alice), Tom Hernández (Angelo), Paula Hill (Diane), Glenn Langan (Jerry), Philip Ober (Tom), Max Showalter (Phil)

## The Last Spring
- Prima televisiva: 16 ottobre 1955

### Trama
- Guest star: Van Johnson (Guest Host), John Hodiak (Matt), Peggy Knudsen (Madeleine), Raymond Bailey, Larry J. Blake, Michael Winkelman (Jerry)

## Katy
- Prima televisiva: 23 ottobre 1955

### Trama
- Guest star: Van Johnson (Guest Host), Beverly Washburn (Katy), Mary Field (Mrs. Stewart), Don Haggerty (Leonard), Margaret Hayes (Miss Ewing), Charles Herbert (Mike), Dorothy Patrick (Mrs. Leonard)

## Slander
- Prima televisiva: 30 ottobre 1955

### Trama
- Guest star: Irene Dunne (Guest Hostess), Laraine Day (Carol Potter), Kenneth Tobey (Harry Potter), Corey Allen (Calvin), Betty Caulfield (Miss Moore), Adrienne Marden (Phyllis), Irene Tedrow (Beatrice)

## Tropical Secretary
- Prima televisiva: 6 novembre 1955

### Trama
- Guest star: Irene Dunne (Guest Hostess), Phyllis Kirk (Jess Blackston), Rod Cameron (Dave Goodwick), Walter Coy (Wally Mitchell), Dabbs Greer (Chester Ives), John Harmon (Charlie)

## The Bracelet
- Prima televisiva: 13 novembre 1955
- Soggetto di: André Maurois

### Trama
- Guest star: Merle Oberon (Lucille/Guest Hostess), Stephen Bekassy (professore Moreau), Judith Evelyn (Ann), Maurice Marsac (LeClerc)

## Across the Plaza
- Prima televisiva: 27 novembre 1955
- Scritto da: Gene Levitt

### Trama
- Guest star: Dinah Shore (Guest Hostess), Margaret Hayes (Julie Vaughn), Gerald Mohr (Elliott Sayer), Richard Webb (Bill Walker), Peter De Sale (Juan Romero)

## A Pattern of Deceit
- Prima televisiva: 4 dicembre 1955
- Scritto da: Devery Freeman
- Soggetto di: Laura Hunter

### Trama
- Guest star: Claudette Colbert (Guest Hostess), Claudia Barrett (Ann Marie), Robert Burton (Preston), Laraine Day (Sara Lewis), Rosemary Edelman (Joan), Paul Langton (Mark Hodges), Susan Morrow (Lily Walker), Aline Towne (Madge)

## Man in the Ring
- Prima televisiva: 11 dicembre 1955

### Trama
- Guest star: Ann Sothern (Guest Hostess), Scott Brady (Ted Slater), Hugh Beaumont (Arnie), Phyllis Thaxter (Laurie), Murray Alper (Marty Simmons)

## A Shadow Between
- Prima televisiva: 18 dicembre 1955

### Trama
- Guest star: Joan Fontaine (Guest Hostess), Stephen McNally (dottor Richard Sherwood), Mary Sinclair (Louise Andrews), William Ching (Bill Adams), Elizabeth Flournoy (Miss Springs), Marjorie Lord (Miss Cook), Ruth Perrott (Mrs. Simpkins)

## Christmas Stopover
- Prima televisiva: 25 dicembre 1955
- Diretto da: Richard Morris
- Scritto da: Richard Morris

### Trama
- Guest star: Loretta Young (Sally Kolesar), Bobby Clark (Russell), John Larch (Ernie Robbins), Ross Elliott (Hunter), Robert Lowery (Gordie), Robert Anderson (Ed), Carroll McComas (Old Woman)

## A Ticket for May
- Prima televisiva: 1º gennaio 1956
- Scritto da: Robert J. Hogan

### Trama
- Guest star: Dorothy Malone (May Hadley), Christopher Dark (Charlie Blackburn), John Ericson (Will Hadley), William Phipps (sceriffo), Dabbs Greer, Trevor Bardette, John Close, Richard Grant

## Inga III
- Prima televisiva: 8 gennaio 1956
- Diretto da: Harry Keller
- Scritto da: William Bruckner

### Trama
- Guest star: Loretta Young (Inga Helborg), Paul Brinegar (Pete), Stanley Clements (Charlie), William Forrest (Bruckner), Robert Fortier (Tom), Robert Foulk (Hank), Kathleen Freeman (Jessie), Greta Granstedt (Judy), Dayton Lummis (dottore), Donald Murphy (Ben Abbott)

## The Challenge
- Prima televisiva: 15 gennaio 1956

### Trama
- Guest star: Keith Andes (Bill Strawn), Barbara Hale (Mrs. Strawn), Regis Toomey (Everett Strawn), Terry Rangno (Bruce), Harry Bartell

## Song of Rome
- Prima televisiva: 22 gennaio 1956
- Diretto da: Harry Keller

### Trama
- Guest star: Anna Maria Alberghetti (Nicola), Scott Forbes (Victor), Paul Picerni (Toby), Penny Santon (Miss Trentini), Jinette De Bard (Scarlatti)

## The Secret
- Prima televisiva: 29 gennaio 1956
- Diretto da: Norman Foster
- Scritto da: Lowell S. Hawley
- Soggetto di: Marie Therese Prohaska

### Trama
- Guest star: Loretta Young (Prudence Bixby), John Newland (dottor Norton), Jay Potter (Ray Norton), Kathryn Card (Mrs. Wilson), Stanley Fraser (Butler), Arthur Lovejoy (Visitor)

## The Pearl
- Prima televisiva: 12 febbraio 1956
- Diretto da: Richard Morris
- Scritto da: Richard Morris
- Soggetto di: Louis E. Holtz

### Trama
- Guest star: Loretta Young (Kiku), Teru Shimada (Kiyoshi), Chiyoko Baker (Geisha Girl #1), Donna Jean Okubo (Geisha Girl #2), Kayoko Wakita (Geisha Girl #3)

## Tightwad Millionaire
- Prima televisiva: 19 febbraio 1956
- Scritto da: Gene Levitt

### Trama
- Guest star: Barbara Billingsley (Connie), Jack Kruschen (Charlie), Robert Sterling (Markle), John Close (George), Marilyn Erskine (Betty), Harold Fong (cameriere)

## Gesundheit
- Prima televisiva: 26 febbraio 1956
- Diretto da: Richard Morris
- Scritto da: Richard Morris

### Trama
- Guest star: Loretta Young (Vivian King), Scott Forbes (Reg Parks), Dan Barton (Sam), Geoffrey Toone (Cookie), Trude Wyler (Miss Martell)

## Father Hoppe
- Prima televisiva: 4 marzo 1956
- Scritto da: Lowell S. Hawley
- Soggetto di: Cecily Hallack

### Trama
- Guest star: Romney Brent (padre Hoppe), Mercedes McCambridge (Cissy Brackett), Philip Bourneuf (George Allen), Jacqueline DeWit (Rachel Brackett), John Craven (Brother John), Hayden Rorke (Lynn Johnson), Will Wright (padre Gourdian)

## His Inheritance
- Prima televisiva: 18 marzo 1956
- Diretto da: Richard Morris
- Scritto da: Richard Morris

### Trama
- Guest star: Loretta Young (Sarella), John Newland (Eli), Barbara Eiler (Grace), Kathleen Freeman (Phemie), Denver Pyle (Henry), Bucko Stafford (Eli Jr.), Ian Wolfe (Sharpe)

## The Wise One
- Prima televisiva: 25 marzo 1956
- Scritto da: Gene Levitt

### Trama
- Guest star: Stephen McNally (Garson), Joy Page (Ellen), Rico Alaniz (Proprietor), James Anderson (Burton), Dehl Berti (William), Eugene Iglesias (suonatore di chitarra), Shooting Star (Chief), John War Eagle (Garage Man)

## But for God's Grace
- Prima televisiva: 1º aprile 1956
- Diretto da: Richard Morris
- Scritto da: Richard Morris

### Trama
- Guest star: Loretta Young (Ruth/Rosalie Simms), Hugh Beaumont (Jack), Tommy Kirk (Alvin Simms), Helen Mayon (Thelma), Jimmy Baird (Phillip)

## Hapless Holiday
- Prima televisiva: 8 aprile 1956

### Trama
- Guest star: Phyllis Thaxter (Dinah), Russ Conway (Eddie), Ray Montgomery (Peter), Mildred Natwick (Mrs. Redman), Don Kennedy (detective), Dan Riss (Chuck), Fred Coby (Smitty)

## Code 258
- Prima televisiva: 15 aprile 1956

### Trama
- Guest star: Frank Lovejoy (Walter), Barry Atwater (George), Alan Hale, Jr. (Granville), Mary James (Mary), Gloria McGehee (Ruth), Herbert Rudley (Marcus)

## The Cardinal's Secret
- Prima televisiva: 22 aprile 1956
- Diretto da: Ernest Miller
- Scritto da: Gene Levitt

### Trama
- Guest star: Ricardo Montalbán (padre William Gomez), John Beradino (O'Rourke), Patricia Hardy (Ruth), Brad Trumbull (Bill Bremmer), Therese Lyon (Miss Bagley), Charles Meredith (Bishop), Ted de Corsia (Manager)